# IC 1847
IC 1847 ist eine Spiralgalaxie vom Hubble-Typ S im Sternbild Widder nördlich der Ekliptik. Sie ist schätzungsweise 288 Millionen Lichtjahre von der Milchstraße entfernt und hat einen Durchmesser von etwa 35.000 Lichtjahren.

Im selben Himmelsareal befindet sich u. a. die Galaxie IC 1857.
Das Objekt wurde am 7. Januar 1896 vom französischen Astronomen Stéphane Javelle entdeckt.